# Barcice Dolne
Barcice Dolne (deutsch Deutsch Bartschitz) ist eine Ortschaft mit einem Schulzenamt der Gemeinde Stary Sącz im Powiat Nowosądecki der Woiwodschaft Kleinpolen in Polen.

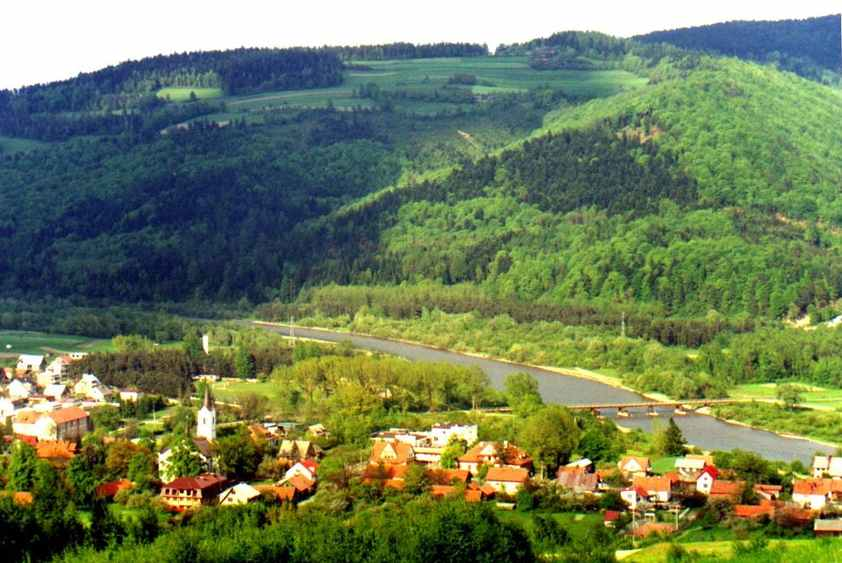
Blick auf Barcice Dolne

## Geographie
Der Ort liegt am linken Ufer des Flusses Poprad im Sandezer Becken nördlich der Sandezer Beskiden.
Die Nachbarorte sind die Stadt Stary Sącz im Norden, Popowice im Nordosten, Barcice im Süden, sowie Moszczenica Niżna und Moszczenica Wyżna im Westen.

## Geschichte
Der Ort Barcice wurde im Jahre 1325/1326 als die Pfarrei Barczicz erstmals urkundlich erwähnt. Er gehörte zu den Klarissen in Stary Sącz (Alt Sandez).
Schon im Jahre 1770 besetzten habsburgische Truppen das Dorf und es wurde an das Königreich Ungarn angeschlossen. Nach der Ersten Teilung Polens kam Barcice zum neuen Königreich Galizien und Lodomerien des habsburgischen Kaiserreichs (ab 1804).
Im Jahre 1787 wurden im Zuge der Josephinischen Kolonisation deutsche Kolonisten katholischer Konfession angesiedelt. Insgesamt wurden 18 deutsche Familien angesiedelt. Das deutsche Teil des Dorfes wurde später Barcice Colonial genannt, aber die formelle Trennung fand im Jahre 1910 statt. Bis Ende des 19. Jahrhunderts wurden die Nachgeborenen der Kolonisten zum Teil polonisiert. Im Jahre 1900 hatte das ungetrennte Dorf Barcice 1361 Einwohner, davon 1324 polnischsprachig, 28 deutschsprachig, 1329 römisch-katholisch, 32 Juden. Am 1. Januar 1910 entstand die neue Gemeinde Barcice Dolne.
1918, nach dem Ende des Ersten Weltkriegs und dem Zusammenbruch der k.u.k. Monarchie, kam Barcice Dolne zu Polen. Unterbrochen wurde dies durch die Besetzung Polens durch die Wehrmacht im Zweiten Weltkrieg, während der es zum Generalgouvernement gehörte. In diesen Jahren wurde für Barcice Dolne der deutsche Name Deutsch-Bartschitz gebraucht.

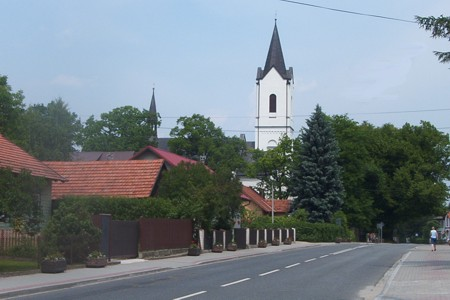
Ortszentrum mit der Kirche

Von 1975 bis 1998 gehörte Barcice Dolne zur Woiwodschaft Nowy Sącz.